# 89264 Sewanee
89264 Sewanee este un asteroid din centura principală de asteroizi.

## Descriere
89264 Sewanee este un asteroid din centura principală de asteroizi. A fost descoperit pe 11 noiembrie 2001 la Observatorul Cordell-Lorenz de Douglas Tybor Durig. Asteroidul prezintă o orbită caracterizată de o semiaxă mare de 2,36 ua, o excentricitate de 0,14 și o înclinație de 11,6° în raport cu ecliptica.